# Маркова, Полина Степановна
Полина Степановна Маркова (25 декабря 1922 — 31 октября 1993) — передовик советского народного просвещения, директор средней школы № 4 города Сыктывкар Коми АССР, Герой Социалистического Труда (1968).

## Биография
Родилась в 1922 году в селе Репное, ныне Новоусманского района Воронежской области. В 1931 году её дед был раскулачен, а вся её семья отец, мать и дети высланы в Коми АССР. Двое детей умерли в дороге, отец погиб на лесоповале. Мать была вынуждена отдать детей в детский дом в посёлке Корткеросе.
В 1937 году поступила в Сыктывкарский педагогический техникум. После завершения обучения, в 1940 году трудоустроилась учителем в школе села Воч Усть-Куломского района. Проработала здесь до 1945 года. В этом году поступила на исторический факультет Коми государственного педагогического института. Одновременно трудилась учителем истории в школе № 1 города Сыктывкара.
С 1962 года работает директором в новой школе № 4 города Сыктывкара. Она смогла как руководитель создать отличную атмосферу в коллективе, учебное заведение стало образцовым. Учащиеся школы неоднократно становились победителями различных конкурсов и состязаний. Школьники постоянно участвовали в организации сельскохозяйственных работ.
Указом Президиума Верховного Совета СССР от 1 июля 1968 года за большие заслуги в деле обучения и воспитания Полине Степановне Марковой было присвоено звание Героя Социалистического Труда с вручением ордена Ленина и медали «Серп и Молот».
Работала в школе до 1974 года. После выхода на пенсию трудилась в Педагогическом институте.
Избиралась депутатом городского Совета, членом горкома КПСС.
Жила в Сыктывкаре. Умерла 31 октября 1993 года.

## Награды
За трудовые успехи была удостоена:
- золотая звезда «Серп и Молот» (01.07.1968)
- орден Ленина (01.07.1968)
- Заслуженный учитель школы РСФСР (1966)
- Отличник народного просвещения РСФСР
- Заслуженный учитель Коми АССР
- другие медали.

## Память
- 25 декабря 1997 года на здание школы № 4 города Сыктывкара размещена мемориальная доска;
- 21 февраля 2006 года на здании старого корпуса Коми педагогического института также размещена мемориальная доска[2];
- Героине посвящены книги «Полина Степановна Маркова» и «Книга об Учителе»[3].